# موضوعية (آين راند)

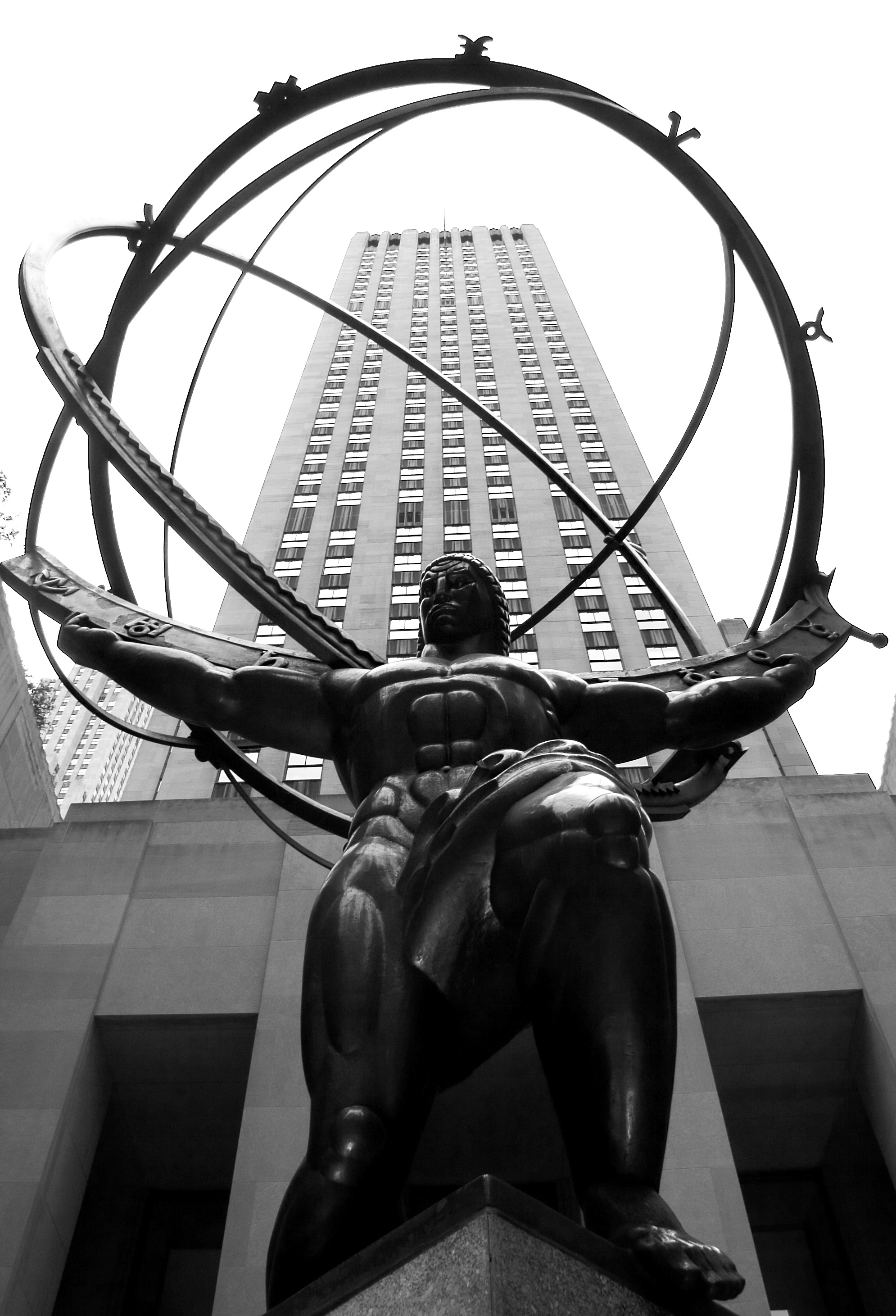

الموضوعية هي نظرية فلسفية قدمتها الكاتبة الروسية الأمريكية آين راند. أعربت راند لأول مرة عن الموضوعية في رواياتها، وأبرزها رواية المنبع (1943) ورواية أطلس هازًا كتفيه (1957)، ولاحقًا في المقالات والكتب غير الروائية. أعطى ليونارد بيكوف، الفيلسوف المحترف ووريث راند الفكري، الموضوعية بنية أكثر رسمية في وقت لاحق. وصفت راند الموضوعية بأنها «مفهوم الإنسان بوصفه كائنًا بطوليًا، يسعى إلى سعادته الخاصة كهدف أخلاقي في حياته، بجانب اعتبار الإنجازات المثمرة أنبل نشاطاته، والعقل (المنطق) مطلقه الوحيد». يصف بيكوف الموضوعية بأنها «نظام مغلق» بقدر ما وضعت راند «مبادئها الأساسية»، وهذه المبادئ لا تخضع للتغيير. مع ذلك، ذكر أنه «يمكن دومًا اكتشاف الآثار والتطبيقات والتكاملات الجديدة».
تتمثل المبادئ الرئيسية للموضوعية في أن الواقع موجود بشكل مستقل عن الوعي، وأن التواصل المباشر للبشر مع هذا الواقع يكون عبر الإدراك الحسي (انظر الواقعية المباشرة وغير المباشرة)، وأنه يمكن للمرء استخلاص المعرفة الموضوعية من ذاك الإدراك عبر الاستقراء وتكوين المفاهيم، بجانب أن الغرض الأخلاقي السليم من حياة المرء هو السعي لتحقيق سعادته الشخصية (انظر الأنانية العقلانية)، وأن النظام الاجتماعي الوحيد المتسق مع هذه الأخلاق هو النظام الذي يظهر الاحترام الكامل للحقوق الفردية المتجسدة في رأسمالية عدم التدخل، مع وجود الفن في حياة الإنسان ليؤدي دور تحويل الأفكار الميتافيزيقية للبشر، عبر الاستنساخ الانتقائي للواقع، إلى شكل مادي- عمل فني- يمكن للمرء أن يفهمه ويتجاوب معه عاطفيًا.
تجاهل الفلاسفة الأكاديميون فلسفة راند أو يمكن القول إنهم رفضوها. مع ذلك، كانت للموضوعية تأثير كبير بين التحرريين والمحافظين الأمريكيين. تحاول الحركة الموضوعية، التي أسستها راند، نشر أفكارها في أوساط الجمهور وفي الأوساط الأكاديمية.

## الفلسفة
أعربت راند في البداية عن أفكارها الفلسفية في رواياتها، خاصة في رواية المنبع ورواية أطلس هازًا كتفيه. توسعت أيضًا في تفصيلها في دورياتها ذا أبجكتيفست نيوزلاتر، وذا أبجكتيفست، وذا آين راند لاتر، وفي كتب غير روائية مثل كتاب مقدمة في إبستمولوجيا الموضوعية، وكتاب فضيلة الأنانية.
يُشتق اسم «الموضوعية» من فكرة أن المعرفة والقيم الإنسانية موضوعية: أي أن منشأها ليست أفكار المرء، بل هي موضوعة أو موجودة ومحددة بطبيعة الواقع، ليكتشفها عقل الإنسان. ذكرت راند أنها اختارت هذا الاسم لأن المصطلح الذي تفضله لفلسفة تقوم على أسبقية الوجود- أي «الوجودية»- قد اتُخذ بالفعل.

وصفت راند الموضوعية بأنها «فلسفة للحياة على الأرض»، تستند إلى الواقع، وتهدف إلى تعريف الطبيعة البشرية وطبيعة العالم الذي نعيش فيه.
فلسفتي، في جوهرها، هي مفهوم الإنسان بوصفه كائنًا بطوليًا، يسعى إلى سعادته الخاصة كهدف أخلاقي في حياته، بجانب اعتبار الإنجازات المثمرة أنبل نشاطاته، والعقل (المنطق) مطلقه الوحيد.
ـــــــــــــ آين راند، أطلس هازًا كتفيه.

## التأثير الفكري
يقول أحد كتاب سيرة راند أن معظم الأشخاص الذين يقرأون أعمال راند لأول مرة يقرأونها في «سنوات تكوينهم». أشار ناثانيال براندن، تلميذ راند السابق، إلى «جاذبية راند القوية بالنسبة للشباب بوجه خاص»، في حين قال أونكار غاتي، الزميل في معهد آين راند، أن راند «تجتذب مثالية الشباب». أزعجت هذه الجاذبية الخاصة عددًا من منتقدي الفلسفة. تخلى العديد من هؤلاء الشباب لاحقًا عن آرائهم الإيجابية بشأن راند، وغالبًا ما يُقال أنهم «تخطوا أفكارها». يعترف مؤيدو أعمال راند بهذه الظاهرة، ولكنهم يعزونها إلى فقدان مثالية الشباب وعدم القدرة على مقاومة الضغوط الاجتماعية من أجل التأقلم الفكري. على النقيض من ذلك، كتبت المؤرخة جنيفر بيرنز في كتابها بعنوان آلهة السوق (2009)، بعض النقاد «يصرفون النظر عن راند باعتبارها مفكرة ضحلة تجذب المراهقين فقط»، على الرغم من اعتقادها أن النقاد «يتجنبون أهميتها» باعتبارها «بوابة من بوابات إدمان» السياسة اليمينية.
رفض الفلاسفة الأكاديميون الموضوعية، على نحو عام، منذ أن قدمتها راند لأول مرة. وُصفت الموضوعية بأنها «معادية للأكاديمية بشدة» بسبب انتقاد راند للمفكرين المعاصرين. كتب ديفيد سيدورسكي، أستاذ الفلسفة الأخلاقية والسياسية في جامعة كولومبيا، أن عمل راند «خارج التيار الرئيسي السائد» وهو أقرب إلى أيديولوجية منه إلى فلسفة شاملة. أشار الفيلسوف البريطاني تيد هونديريتش أنه تعمد استبعاد مقال عن راند من كتاب دليل أكسفورد نحو الفلسفة (ومع ذلك، ذكر أنتوني كوينتون راند في مقال عن الفلسفة). تُعد راند موضوع مقالة في موسوعة ستانفورد للفلسفة، وفي قاموس الفلاسفة الأمريكيين المعاصرين، وموسوعة الإنترنت للفلسفة، وقاموس روتليدج للمفكرين السياسيين في القرن العشرين، وقاموس بنجوين للفلسفة. كتب تشاندران كوكاثاس، في مقالة عن راند في موسوعة روتليدج للفلسفة، «لقد كان تأثير أفكار راند أقوى بين طلاب الجامعات في الولايات المتحدة الأمريكية، ولكنه لم يجذب سوى القليل من الاهتمام من جانب الفلاسفة الأكاديميين». كتب كوكاثاس أيضًا أن دفاعاتها عن الرأسمالية والأنانية «أبعدتها عن التيار الفكري».
كانت أعمال راند أكثر عرضة للمواجهة في الفصول الدراسية الأمريكية خلال تسعينات القرن العشرين. تنتسب جمعية آين راند، المكرَسة لتعزيز الدراسة العلمية للموضوعية، إلى الشعبة الشرقية للجمعية الفلسفية الأمريكية. طالب آلان غوتهلف، الموضوعاني والباحث الأرسطي، الرئيس الراحل للجمعية، وزملاؤه بمزيد من الدراسة الأكاديمية للموضوعية، معتبرًا فلسفتها دفاعًا فريدًا ومثيرا للاهتمام فكريًا عن الليبرالية الكلاسيكية، وهو ما يجعلها تستحق النقاش. تأسست دورية جورنال أوف آين راند ستاديز في عام 1999، وهي دورية أكاديمية محكَّمة. دُعمت البرامج والزمالات لدراسة الموضوعية في جامعة بيتسبرغ، وجامعة تكساس في أوستن، وجامعة ولاية كارولينا الشمالية في تشابل هيل.